# Blechnum molle
Blechnum molle là một loài dương xỉ trong họ Blechnaceae. Loài này được Parris Christenh. mô tả khoa học đầu tiên năm 2011.